# Presidentvalet i Vitryssland 2015
Ett presidentval hölls i Vitryssland den 11 oktober 2015.
Aleksandr Lukasjenko väntas ställa upp för en femte mandatperiod.

## Opinionsundersökningar
| Datum och byrå         | Lukasjenko | Statkevitj | Nekljajev | Lebedko | Gajdukevitj | Kaljakin | Karatkevitj |
| ---------------------- | ---------- | ---------- | --------- | ------- | ----------- | -------- | ----------- |
| Mars 31, 2015 - NISEPI | 34,2 %     | 4,5 %      | 7,6 %     | 2,9 %   | 1,1 %       | 1,6 %    | -           |
| Juli 1, 2015 - NISEPI  | 38,6 %     | 5,0 %      | 4,7 %     | 4,2 %   | 3,9 %       | 3,1 %    | 1,1 %       |

## Officiella tal kandidater
- Sergej Gajdukevitj
- Tatsiana Karatkevitj
- Nikolaj Ulachovitj